# Ian Hogg
Ian Campbell Hogg (Auckland, 15 dicembre 1989) è un calciatore neozelandese, difensore del Mt Albert-Ponsonby Lizard Kings.
Con la maglia dell'Auckland City ha vinto due campionati neozelandesi e due della Champions League oceanica: nel 2011 e 2012. Nel 2009 ha partecipato alla Mondiale per club nel 2009, l'anno migliore per la squadra di Auckland.
Nel 2012 passa al professionismo nei Portland Timbers, senza tuttavia mai scendere in campo. A gennaio 2013 passa al Wellington Phoenix, quindi dopo un anno al Waitakere United, giocando alcune partite anche per il Metro Auckland.

## Palmarès

### Club

#### Competizioni nazionali
- Campionato neozelandese di calcio: 2

Auckland City: 2006-2007
Waitakere United: 2007-2008

#### Competizioni internazionali
- OFC Champions League: 4

Waitakere United: 2007-2008
Auckland City: 2010-2011, 2011-2012, 2012-2013